# Georg Hamel
Georg Hamel   (Düren, 12 de setembre de 1877 - Landshut, 4 d'octubre de 1954) va ser un matemàtic alemany.

## Vida i obra
Hamel va acabar el seus estudis secundaris i començar el universitaris el 1895 a Aquisgrà. El 1897 es va traslladar a la universitat de Berlín on va tenor com professors Schwarz, Fuchs, Frobenius i Planck. Finalment va acabar els seus estudis a la universitat de Göttingen en la qual es va doctorar el 1901 amb una tesi dirigida per David Hilbert.
El 1902 va obtenir l'habilitació docent a la universitat tècnica de Karlsruhe en la qual va treballar fins al 1905 en que va ser nomenat professor de mecànica de la universitat alemanya de Brünn (actual Brno, República Txeca), en la qual va coincidir amb el físic Richard von Mises. El 1912 va ser nomenat professor de matemàtiques de la universitat tècnica d'Aquisgrà on va romandre fins al 1919.
El 1919 va ser nomenat professor de matemàtiques i de mecànica de la universitat Tècnica de Berlín en la qual va fer la resta de la seva carrera acadèmica, essent un dels professors que més va influir en l'ensenyament de les matemàtiques en aquesta universitat. Hamel estava molt interessat en l'ensenyament de les matemàtiques i va ser el fundador el 1921 del Mathematischer Reichsverband, una federació de societats matemàtiques alemanyes orientadea a la millora de l'ensenyament. Va presidir la institució fins que va ser dissolta el 1945.
Tot i que no va ser membre del Partit nazi, el seu pensament estava fortament inclinat per l'ultranacionalisme dretà i va ser company dels nazis, de tal forma que va ser nomenat president de la Societat Alemanya de Matemàtiques el 1935. En acabar la Segona Guerra Mundial, la seva casa a Berlín havia estat bombardejada i ell es va traslladar a viure a Landshut (Baviera) i, tot i que no es va retirar oficialment fins al 1949, ja no va tornar a donar classes a Berlín.
Hamel va escriure articles sobre teoria de les funcions, càlcul de variacions, equacions diferencials, teoria de nombres i geometria. En els seus primers treballs, seguint la influència de Hilbert, va treballar en el quart dels problemes de Hilbert, demostrant que només les geometries el·líptiques i hiperbòliques poden complir les condicions proposades. També seguint el seu mestre, Hilbert, es va proposar establir les bases axiomàtiques de la mecànica. És recordat sobre tot, per haver construït una base pels nombres reals com un espai vectorial sobre els nombres racionals; aquesta base es coneix avui com base de Hamel.